# Botervloot

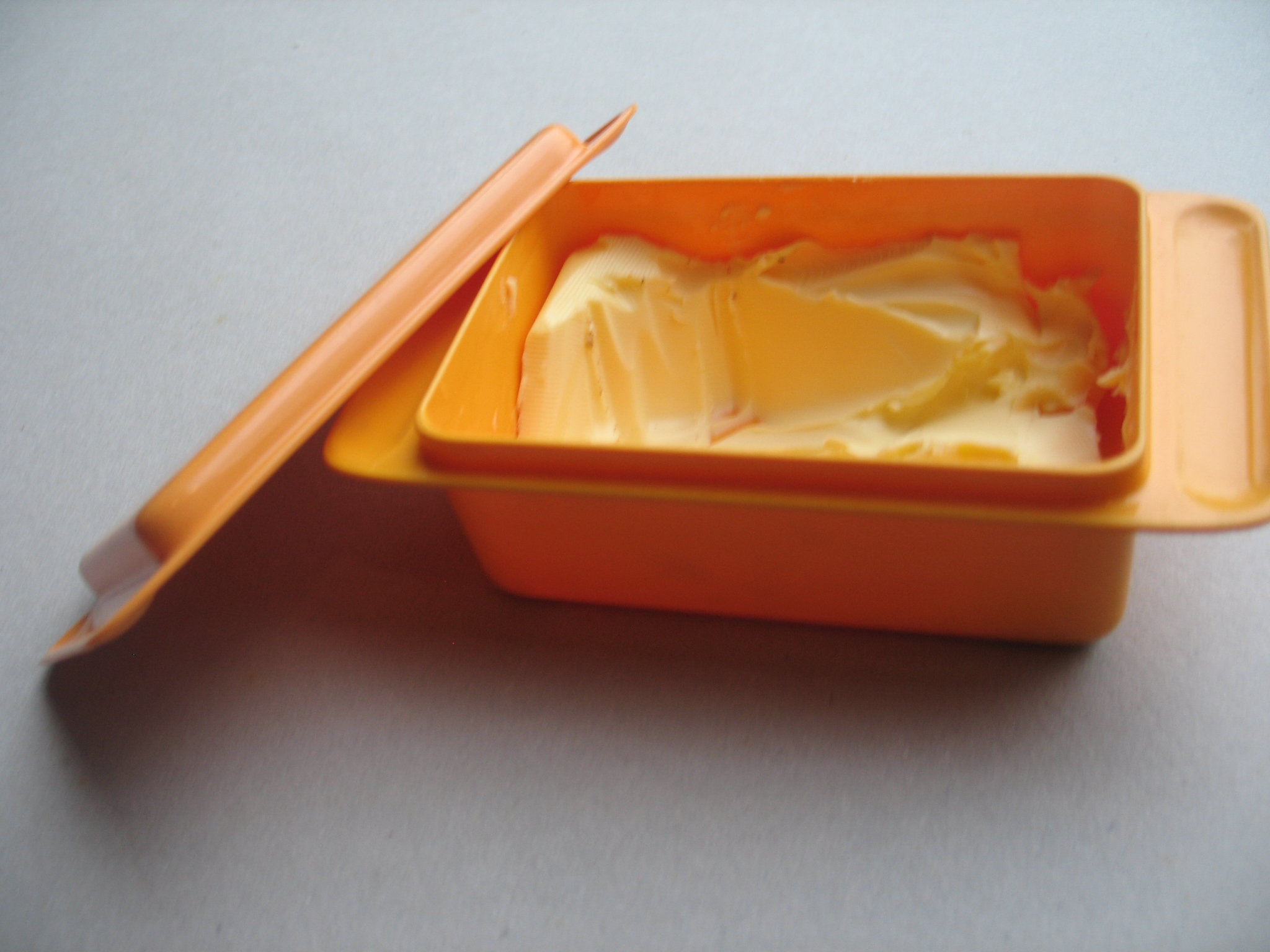
Botervloot van kunststof

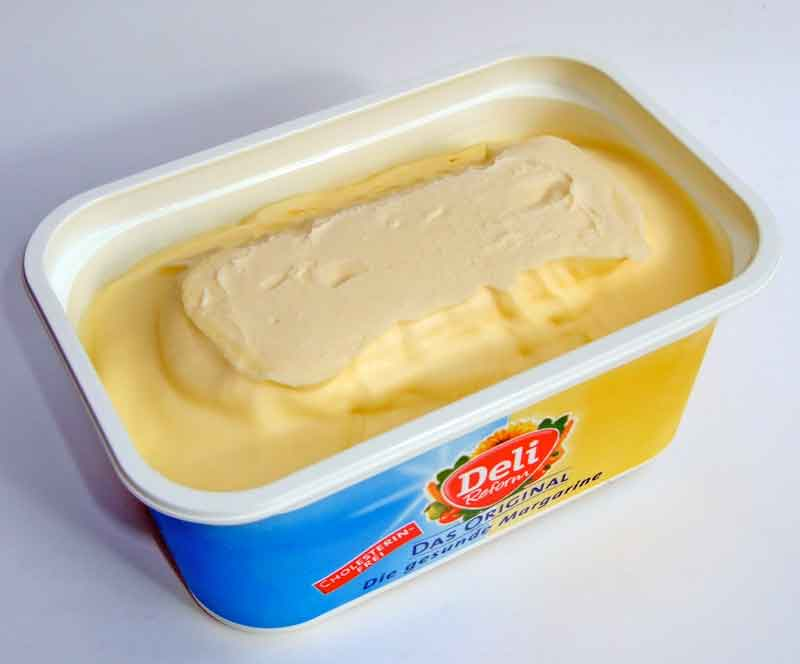
Kunststof kuipje met margarine

Een botervloot is een bakje waar roomboter of margarine in wordt bewaard. Meestal wordt deze afgesloten met een deksel. Een botervloot wordt gebruikt op tafel, met name tijdens het ontbijt of de lunch. De botervloot hoort daarmee tot het serviesgoed. Tegenwoordig worden margarine en halvarine meestal in een kunststof kuipje verpakt, wat de botervloot voor deze smeerselen overbodig maakt.
Het wordt als een faux pas gezien om boter die nog aan het mes kleeft af te vegen aan de randen van de botervloot.